# Rubio (kulle)
Rubio är en kulle i Spanien.   Den ligger i provinsen Província de Tarragona och regionen Katalonien, i den östra delen av landet, 400 km öster om huvudstaden Madrid. Toppen på Rubio är 302 meter över havet.
Terrängen runt Rubio är kuperad västerut, men österut är den platt.  Närmaste större samhälle är Tortosa, 15,3 km väster om Rubio. Omgivningarna runt Rubio är i huvudsak ett öppet busklandskap.